# Proteuxoa nycteris
Proteuxoa nycteris là một loài bướm đêm thuộc họ Noctuidae. Nó được tìm thấy ở New South Wales, [[Queensland và Tây Úc.